# Levantamento de peso nos Jogos Pan-Americanos de 2011 - Até 48 kg feminino
A categoria até 48 kg feminino do levantamento de peso nos Jogos Pan-Americanos de 2011 foi disputada em 23 de outubro no Fórum de Halterofilismo com nove halterofilistas de oito países.

## Calendário
Horário local (UTC-6).
| Data          | Horário | Fase  |
| ------------- | ------- | ----- |
| 23 de outubro | 14:00   | Final |

## Medalhistas
| Ouro   | PUR Lely Burgos       |
| Prata  | VEN Betsi Rivas       |
| Bronze | COL Katherine Mercado |

## Resultados
| Pos.              | Nome                 | País                     | Grupo | Peso (kg) | Arranque (kg) | Arremesso (kg) | Total (kg) |
| ----------------- | -------------------- | ------------------------ | ----- | --------- | ------------- | -------------- | ---------- |
| Medalha de ouro   | Lely Burgos          | PUR Porto Rico           | A     | 47.49     | 71            | 99             | 170        |
| Medalha de prata  | Betsi Rivas          | VEN Venezuela            | A     | 47.34     | 73            | 96             | 169        |
| Medalha de bronze | Katherine Mercado    | COL Colômbia             | A     | 46.99     | 73            | 92             | 165        |
| 4                 | Carolanni Reyes Pozo | DOM República Dominicana | A     | 47.44     | 70            | 87             | 157        |
| 5                 | Genesis Murcia       | ESA El Salvador          | A     | 47.44     | 68            | 85             | 153        |
| 6                 | Georgina Silvestre   | DOM República Dominicana | A     | 46.13     | 70            | 82             | 152        |
| 7                 | Kelly Rexroad        | USA Estados Unidos       | A     | 47.44     | 68            | 82             | 150        |
| 8                 | María Cavero         | ARG Argentina            | A     | 46.73     | 66            | 80             | 146        |
| 9                 | Fiorela Ramírez      | PER Peru                 | A     | 47.48     | 73            | 78             | 136        |